# Academia Nacional de Ciencias de Azerbaiyán
La Academia Nacional de Ciencias de Azerbaiyán (en azerí: Azərbaycan Milli Elmlər Akademiyası (AMEA)), es la principal organización dedicada a la investigación en Azerbaiyán. Fue establecida en 1945 y tiene su sede en la capital del país, Bakú.

## Historia
La Academia se basó en la Sociedad Azerí para Investigaciones y Estudios Científicos, que en un principio estaba afiliada a la Universidad de Bakú y, posteriormente, a la Academia de las Ciencias de Rusia. En 1945, el Consejo de Comisarios del Pueblo de la URSS ordenó que la sociedad se reorganizara en la Academia de las Ciencias de la República Socialista Soviética de Azerbaiyán. Durante su primer año de vida, la Academia nombró 15 miembros, entre ellos el compositor Uzeyir Hajibeyov y el escritor Samad Vurgun.
El presidium se encuentra actualmente en el histórico edificio Ismailiyya.

## Estructura
La Academia Nacional de Ciencias de Azerbaiyán se encuentra dividida internamente en 5 departamentos (que en conjunto dan cabida a 30 instituciones científicas y culturales en todo el país). Dichos departamentos son:
- Departamento de Física, Matemáticas y Estudios Tecnológicos
- Departamento de Química
- Departamento de Ciencias de la Tierra
- Departamento de Biología
- Departamento de Ciencias Sociales

La Academia tiene ramificaciones regionales en Ganja, Şəki y Lenkoran.

## Miembros
La Academia tiene un sistema de membresía de dos escalones. Actualmente hay 57 miembros activos y 104 miembros correspondientes. La membresía se obtiene mediante voto. Asimismo, la Academia puede otorgar el rango de miembro honorario.
- Alizade Valida Movsum

## Presidentes
La principal figura ejecutiva de la Academia es el presidente de la de Academia Nacional de Ciencias de Azerbaiyán que es elegido por sufragio por los miembros de la Academia. Históricamente, los Presidentes de la Academia Nacional de Ciencias de Azerbaiyán han sido:
| Nombre del Presidente   | Período             |
| ----------------------- | ------------------- |
| Mir-Asadulla Mirgasimov | 1945–1947           |
| Yusif Mammadaliyev      | 1947–1950 1958–1961 |
| Musa Aliyev             | 1950–1958           |
| Zahid Khalilov          | 1961–1967           |
| Rustam Ismayilov        | 1967–1970           |
| Hasan Abdullayev        | 1970–1983           |
| Eldar Salayev           | 1983–1997           |
| Faramaz Magsudov        | 1997–2000           |
| Mahmud Karimov          | 2000–2013           |
| Akif Alizadeh           | 2013–2019           |
| Ramiz Mehdiyev          | 2019—2022           |
| Isa Habibbayli          | 2022—presente       |